# Леон Шерток
Леон Черток (на френски: Léon Chertok) е френски психиатър и психоаналитик от руски произход.

## Биография
Роден е на 31 октомври 1911 година като Лейб Черток в Лида, днес Беларус. Поради ограничения свързани с квотите за евреи, Черток заминава да учи медицина в Прага, където завършва през 1938 г. Втората световна война го заварва във Франция и той се включва в армията, но е демобилизиран през 1940 и отива в Съпротивата. Там основава нелегален вестник известен като „Combat médical“ и спасява много еврейски деца заплашени от депортация. След войната започва да се интересува от психиатрия и заминава за САЩ, където става доктор по медицина през 1958 г. В периода 1963 – 1972 е начело на Департамента по психосоматична медицина. През 1972 г., заедно с Дидие Мишо, основава лаборатория по хипноза в Париж.
Започва обучителна анализа през 1948 г. с Жак Лакан. Впоследствие предприема супервайзерска анализа с Марк Шлумбергер и Морис Буве, но не е допуснат до Парижкото психоаналитично общество.
През октомври 1979 г. води лекции за несъзнаваното в Тбилиси, тогава в рамките на СССР, по покана на Филип Басин и А. Е. Шерозия. Този симпозиум е първото официално събитие, на което се дискутират психоаналитични въпроси в СССР.
Умира на 6 юли 1991 година в Довил на 80-годишна възраст.